# Fallschirmjägerbataillon 261
Das Fallschirmjägerbataillon 261 in Lebach (Saarland) war seit 1957 Teil der 1. Luftlandedivision, ab 2001 Teil der spezialisierten Kräfte der Division Spezielle Operationen sowie ab 2014 der Division Schnelle Kräfte und führte das Gefecht bzw. den Einsatz im Rahmen der Luftlandebrigade 26 oder als Gefechtsverband durch. Es wurde im Rahmen des gesamten Aufgabenspektrums eingesetzt und war gemäß seiner Konzeption mit allen Anteilen vollständig lufttransport- und sprungfähig.

## Auftrag
Das Fallschirmjägerbataillon 261 hatte den Auftrag, die eigene Truppe und Einrichtungen im Einsatz vor irregulären Kräften und terroristischer Bedrohung zu schützen und den Einsatz von Spezialkräften bei Evakuierungsoperationen zu unterstützen. Daneben wirkte es bei der sicheren Rückführung von militärischen und anderen offiziellen Personen mit, die im Auftrag der NATO/EU/OSZE/VN eingesetzt werden, und führte Kampf und Aufklärung im Rahmen von Operationen in der Tiefe durch. Das Bataillon nahm und hielt als Voraussetzung für wichtige Folgeoperationen Schlüsselobjekte und Schlüsselgelände; führte das Gefecht in allen Gefechtsarten und besonderen Gefechtshandlungen und führte schnelle Anfangsoperationen mit Luftfahrzeugen als Luftlandung oder im Fallschirmsprung durch.

## Gliederung

### 1992

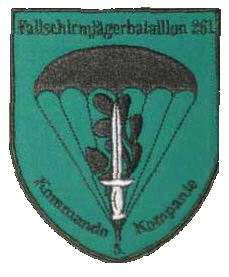
Internes Verbandsabzeichen der 5./FschJgBtl 261 (Kommandokompanie) 1992

Dem Fallschirmjägerbataillon 261 in Lebach waren 1992 folgende Kompanien unterstellt:
- 1./FschJgBtl 261 – Stabskompanie
- 2./FschJgBtl 261 – Fallschirmjägerkompanie (Einsatz-/Kampfkompanie – „vivere militare est“)
- 3./FschJgBtl 261 – Fallschirmjägerkompanie (Einsatz-/Kampfkompanie – „Arriba Puma“)
- 4./FschJgBtl 261 – Fallschirmjägerkompanie (Einsatz-/Kampfkompanie)
- 5./FschJgBtl 261 – Fallschirmjägerkompanie B1 (Kommando) (damalige Kommandokomponente der Bundeswehr und Vorgänger des heutigen Kommando Spezialkräfte (KSK))

### 2015
Dem Fallschirmjägerbataillon 261 in Lebach waren 2015 folgende Kompanien unterstellt:
- 1./FschJgBtl 261 – Versorgungs-/Unterstützungskompanie (allgemein „Stabs-/Versorgungskompanie“ mit Stabszug, Hundezug, Fallschirmspezialzug, Transportzug, Instandsetzungszug, Sanitätszug, Fernmeldezug)
- 2./FschJgBtl 261 – Fallschirmjägerkompanie (Einsatz-/Kampfkompanie – „in hoc signo vinces“)
- 3./FschJgBtl 261 – Fallschirmjägerkompanie EGB – Erweiterte Grundbefähigung (Einsatz-/Kampfkompanie – „Arriba Puma“)
- 4./FschJgBtl 261 – Fallschirmjägerkompanie (Einsatz-/Kampfkompanie – „wenn schon – denn schon“)
- 5./FschJgBtl 261 – schwere Fallschirmjägerkompanie (Wiesel MK/TOW/Mörser, Joint Fire/Feuerunterstützungszug – „egal wann – egal wo“)
- 6./FschJgBtl 261 – Fallschirmjägerkompanie (Einsatzunterstützungskompanie/Ausbildungskompanie, inkl. einem Sicherungszug – „Hand in Hand“)

## Geschichte

### 1956–1958

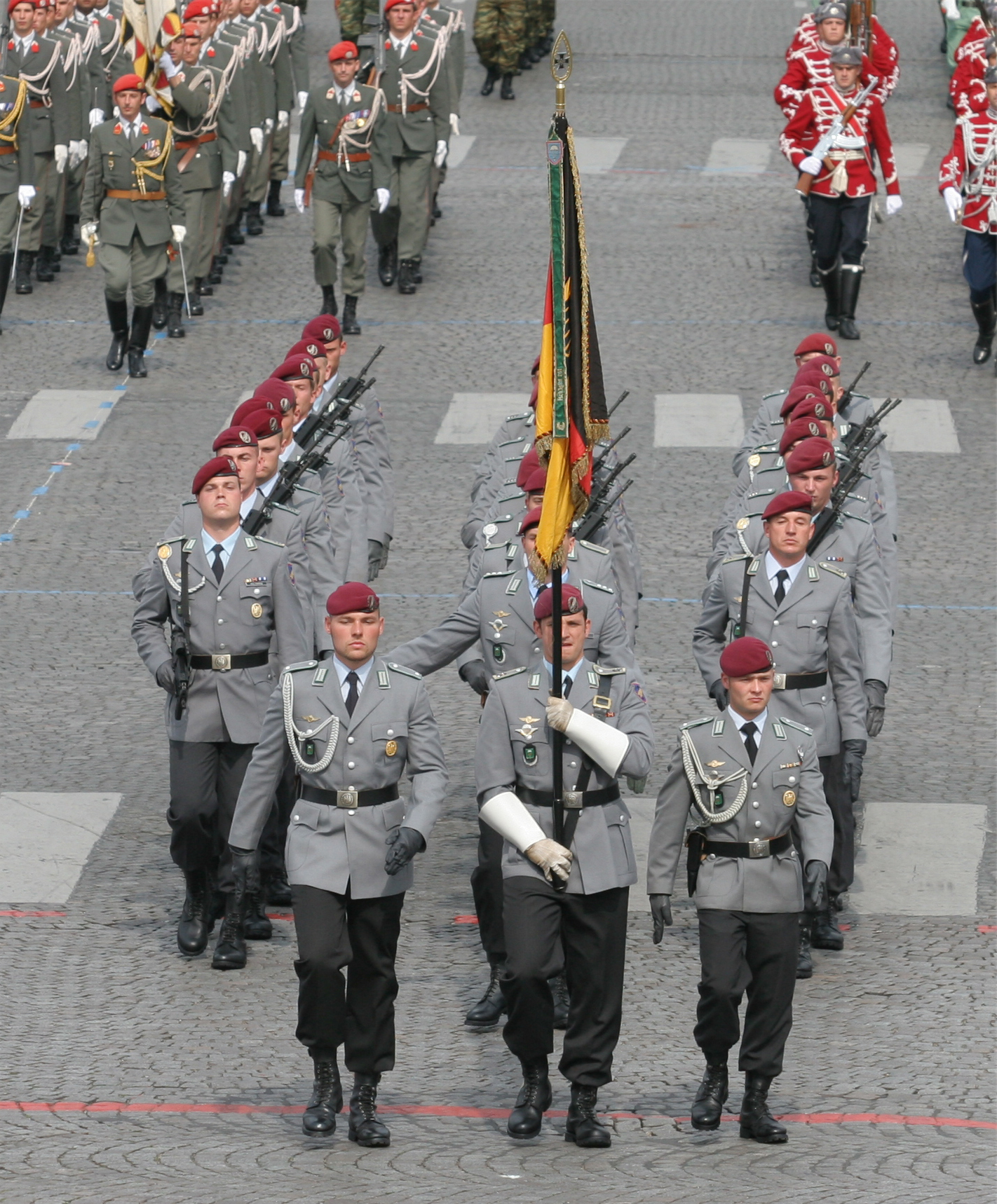
Abordnung des Bataillons in Paris, im Vordergrund die Truppenfahne des FschJgBtl 261 mit dem Fahnenband des Saarlands

Der Aufstellungsbefehl Nummer 21 des Heeres vom 3. Juli 1956 bildete den organisatorischen Rahmen zur Aufstellung von Fallschirmjägereinheiten der Bundeswehr. Aufgrund dieses Befehls traf am 16. Juli 1956 ein Vorkommando des Luftlande-Jägerbataillons 106 in Ellwangen (Jagst) in der dortigen Mühlbergkaserne ein.
Mit dem Aufbau und der Führung der neuen Fallschirmjägereinheiten der Bundeswehr beauftragt wurde Oberstleutnant Erich Timm, Offizier der Fallschirmtruppe der ehemaligen deutschen Wehrmacht. Am 1. August meldeten sich weitere Offiziere und Unteroffiziere sowie altgediente Mannschaften zum Dienst. Die meisten von ihnen wurden vom Bundesgrenzschutz oder der Polizei in die Bundeswehr übernommen und kamen teilweise ursprünglich ebenfalls von der Fallschirmtruppe der ehemaligen deutschen Wehrmacht.
Am 3. September 1956 meldeten sich die ersten freiwilligen Rekruten und Ausbilder zum Dienstantritt. Dieser Tag gilt als Geburtsstunde des Fallschirmjägerbataillons 261. Die ersten Springerlehrgänge des Bataillons wurden ab dem 4. November 1956 an den amerikanischen Springerschulen in Augsburg und in München-Freimann durchgeführt.
Mit Aufstellung der 1. Luftlandedivision wurde das Bataillon dieser unterstellt und umbenannt in Luftlandejägerbataillon 9. Im Februar 1957 fanden erste Übungen auf dem Truppenübungsplatz Heuberg und im März auf dem Truppenübungsplatz Grafenwöhr statt. Die ersten Wehrpflichtigen rückten am 1. April 1957 ein, und das Bataillon erreichte seine geplante Kampfstärke. In den ersten Jahren bestand die Bewaffnung und Ausrüstung noch aus amerikanischem Material. Ab dem Jahr 1958 fanden dann die Springerlehrgänge für die Soldaten des Bataillons an der neu gegründeten Luftlande- und Lufttransportschule in Altenstadt statt. Am 23. April 1958 wurde die Luftlandekampfgruppe A9 der NATO für den Verteidigungsfall unterstellt.

### 1958–1969
Am 1. Oktober 1958 verlegte das Bataillon nach Sigmaringen und erhielt am 6. März 1959 die bis zu seiner Auflösung 2015 geltende Bezeichnung Fallschirmjägerbataillon 261. In mehreren großen Übungen stellte das Bataillon seinen Ausbildungsstand unter Beweis, und im Mai 1960 maßen sich die Fallschirmjäger der Bundeswehr erstmals in einer Übung mit französischen Luftlandetruppen. Diese Übung war der Vorläufer der später regelmäßig und bis heute stattfindenden COLIBRI-Übungen. Im November 1960 hielt das Bataillon als erster deutscher Verband auf dem französischen Truppenübungsplatz Mourmelon eine Gefechtsübung ab. Am 14. April 1961 verlegte das Bataillon in seine neue Garnison nach Lebach.
Im November 1965 ereignete sich auf dem Truppenübungsplatz Baumholder ein tragischer Unfall. Bei einer Übung detonierte eine Handgranate. Major Ernst Himmighofen wurde dabei tödlich verletzt, ein weiterer Soldat, der Gefreite Bernhard Simon verlor eine Hand. Am 9. Dezember 1966 wurde die Kaserne des Fallschirmjägerbataillons 261 in Lebach im Rahmen einer Feierstunde in Graf-Haeseler-Kaserne umbenannt. Im Jahr 1969 wurde die Wache des Munitionslagers überfallen. Vier Angehörige der 2. Kompanie wurden dabei getötet, einer wurde schwer verletzt. Dieser Vorfall wurde als Soldatenmord von Lebach bekannt.

### 1969–1993
Ein Höhepunkt bei öffentlichen Auftritten war 1985 das Stellen der Ehrenformation zum Besuch des amerikanischen Präsidenten Ronald Reagan. Nach dem Fall der Mauer und der in den folgenden Jahren einsetzenden Reduzierung der Bundeswehr drohte dem Bataillon die Auflösung. Militärische Führer des Bataillons, saarländische Politiker und der damalige Lebacher Bürgermeister Nikolaus Jung setzten sich für den Erhalt des Fallschirmjägerbataillons und der Garnison ein. Am 19. August überbrachte Minister Klaus Töpfer persönlich die positive Entscheidung des Verteidigungsministers nach Lebach. Das Fallschirmjägerbataillon 261 und sein Standort in Lebach blieben bestehen.
Als erste deutsche Einheit verlegte 1993 die Kommandokompanie des Bataillons, für gemeinsame Übungen im Übungs- und Ausbildungszentrum Joint Readiness Training Center (JRTC) mit Fallschirmjägern der 82nd Airborne Division und Angehörigen des 1st Special Forces Command (Airborne) nach Fort Bragg und anschließend nach Fort Chaffee.

### 1993–2001

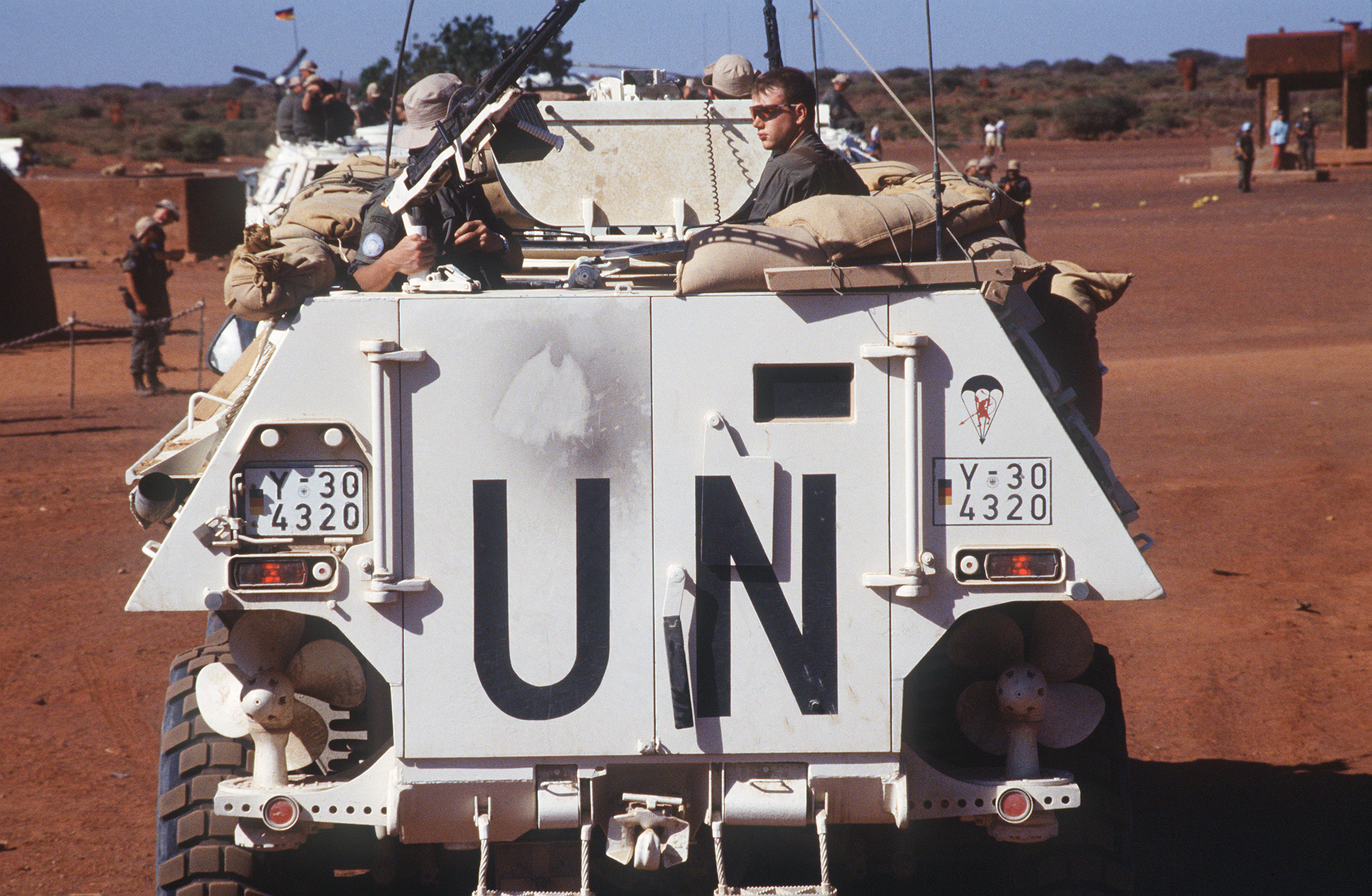
Angehörige des Bataillons 1993 in Somalia

Von November 1985 bis Juli 1998 war das Fallschirmjägerbataillon 261 Teil der multinationalen AMF (L) Brigade. Im Rahmen dessen übernahm das Bataillon 1993 den AMF-Auftrag im Norden Europas. Hier sollten sich die Fallschirmjäger in Eis und Schnee bewähren. 1995 belegten sie als erste ausländische Mannschaft den ersten Platz beim NATO-Challenge-Cup noch vor dem norwegischen Telemark-Bataillon.
1993 wurde ein Großteil des Bataillons für Sicherungsaufgaben im Rahmen von UNOSOM II in Somalia eingesetzt. Siehe auch Deutscher Unterstützungsverband Somalia. Nach Ende des Bürgerkriegs im ehemaligen Jugoslawien 1996 waren Soldaten des Bataillons, als Bestandteil von SFOR und KFOR, mit Sicherungsaufgaben oder in spezieller Funktion an der Absicherung des Friedensprozesses beteiligt. Bis heute unterstützen Soldaten des Bataillons die Kontingente auf dem Balkan mit Führungspersonal und anderen Spezialisten.
Seit dem 1. April 1997 war es Teil des Einsatzverbandes Evakuierungsoperationen.

### 2001–2015
Im Juli 2002 verlegte das Bataillon nach Afghanistan und stellte dort das 1. Kontingent und den Leitverband der Sicherungskräfte der Bundeswehr für die ISAF-Schutztruppe. Bis Februar 2003 war ein Großteil des Bataillons ebenfalls Leitverband der Infanterieteile im 2. Einsatzkontingent der Kabul Multinational Brigade im Rahmen der Internationalen Schutztruppe ISAF in Afghanistan. 30 Angehörige des zur Brigade gehörenden Fallschirmjägerbataillons 261 nahmen am 14. Juli 2007 an der traditionellen Militärparade zum Anlass des französischen Nationalfeiertags teil, an der erstmals Soldaten aus allen anderen EU-Staaten vertreten waren. Im Zuge der Neuausrichtung der Bundeswehr wurde das Fallschirmjägerbataillon 261 zum 31. März 2015 aufgelöst. Teile des Bataillons wurden in das neue Fallschirmjägerregiment 26 übernommen. Der Standort Lebach blieb erhalten.

## Bataillonskommandeure
Zu Kommandeuren des Bataillons im Range eines Oberstleutnants wurden ernannt:
| - 1956 Erich Timm - 1959 Reino Hamer - 1962 Justus von Schütz - 1964 Klaus Kunze - 1967 Peter Holm - 1969 Karl-Ernst Helmbrecht | - 1972 Reinhard Uhle-Wettler - 1974 Manfred Reinig - 1978 Friedrich Groß - 1980 Alexander Bergenthal - 1982 Manfred Weigt - 1987 Walter Ewertz | - 1991 Rudolf Kewenig - 1993 Georg Fuhrmann - 1997 Reinhard Felsmann - 2001 Jan Kliebisch - 2003 Jost Fohmann - 2005 Michael Meyer | - 2006 Carsten Jahnel - 2009 Thomas Blank - 2011 Stefan Weber - 2013 Markus Meyer |

## Abzeichen und Motto
Das Verbandsabzeichen ist schildförmig und zeigt auf grünem Hintergrund einen weißen Fallschirm, im Vordergrund einen rechtsgewendeten roten Teufel, der mit einem Spieß in Richtung Erde stößt. Es ist beschriftet mit „Fallschirmjägerbataillon 261 – wie Pech und Schwefel“. Der rote Teufel knüpft an den Ehrennamen „Grüne Teufel“ der Fallschirmjäger der Wehrmacht an. Der Wahlspruch weist auf die Verpflichtung zu Korpsgeist und Kameradschaft hin.

## Fiktion
Der Tatort Heimatfront des Saarländischen Rundfunks (Erstausstrahlung am 23. Januar 2011) handelt im Umfeld des Fallschirmjägerbataillons 261. Vier Soldaten des Bataillons, die traumatisiert aus dem Afghanistaneinsatz zurückkehren, geraten in Verdacht, eine Friedensaktivistin ermordet zu haben.

## Verweise